# شینگو تومیتا
شینگو تومیتا (انگلیسی: Shingo Tomita؛ زادهٔ ۲۰ ژوئن ۱۹۸۶) بازیکن فوتبال اهل ژاپن است.